# Ernie Cagnolatti
Ernest Joseph Cagnolatti (Madisonville, Louisiana, 2 april 1911 – New Orleans, 7 april 1983) was een Amerikaanse jazz-trompettist en zanger in de hotjazz van New Orleans.
Cagnolatti speelde in de bigband van Herbert Leary (1933-1942) en in de groepen van Sidney Desvigne, Bill Matthews en Papa Celestin. In de jaren veertig en vijftig liep hij in de George Williams Brass Band mee bij parades. Begin jaren vijftig werkte hij samen met Alphonse Picou. In de jaren vijftig en zestig werkte hij herhaaldelijk samen met Paul Barbarin en begin jaren zestig met Jim Robinson. Hij trad op met de Camelia Brass Band en de Young Tuxedo Brass Band. Van 1974 tot 1980 speelde hij regelmatig in de Preservation Hall. In 1980 maakte een beroerte een einde aan zijn muzikale loopbaan.
Volgens de discografie van Tom Lord deed hij in de periode 1950-1969 mee aan 25 opnamesessies. Hij is te horen op opnamen van onder anderen Paul Barbarin, Jim Robinson en Sweet Emma Barrett.
- Bibliothèque nationale de France: cb139487642 (data)
- International Standard Name Identifier: 0000 0000 0070 9651
- Library of Congress Control Number: no2004031244
- MusicBrainz: b64fe9cb-dde5-45f9-acaf-151eec163c41
- Nationale Bibliotheek van Tsjechië: xx0153563
- Virtual International Authority File: 10039158
- WorldCat: E39PBJhd6hWGktKb6TWJwmRFrq